# يزن البحيران
يزن أمجد البحيران مواليد 6 يونيو 2001 في السعودية، هو لاعب كرة قدم سعودي يلعب لنادي القلعة.

## مسيرة اللاعب
تدرج من براعم وناشئي وشباب نادي العروبة، كما أعير إلى ناشئي نادي عرعر في 17-2-2018 م لنصف موسم وتم تصعيده للفريق الاول لنادي العروبة في تاريخ 17-11-2019 م و وقع في صيف عام 2020 مع فئة الشباب في نادي الطائي و أعير إلى نادي القيصومة في صيف 2023 وانتقل إلى نادي القلعة في عام 2024.